# Portugees straatmozaïek

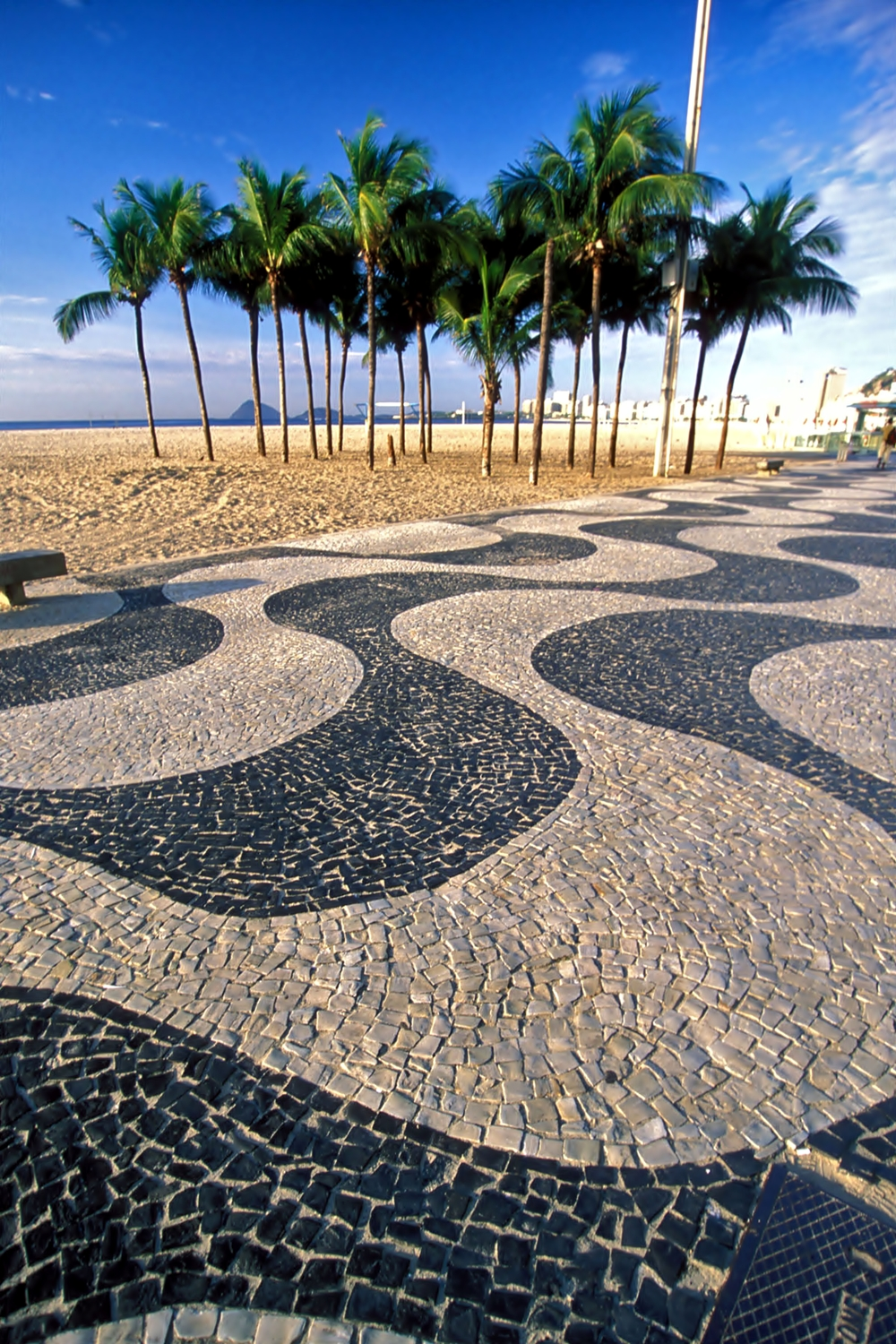
Watergolven in Copacabana

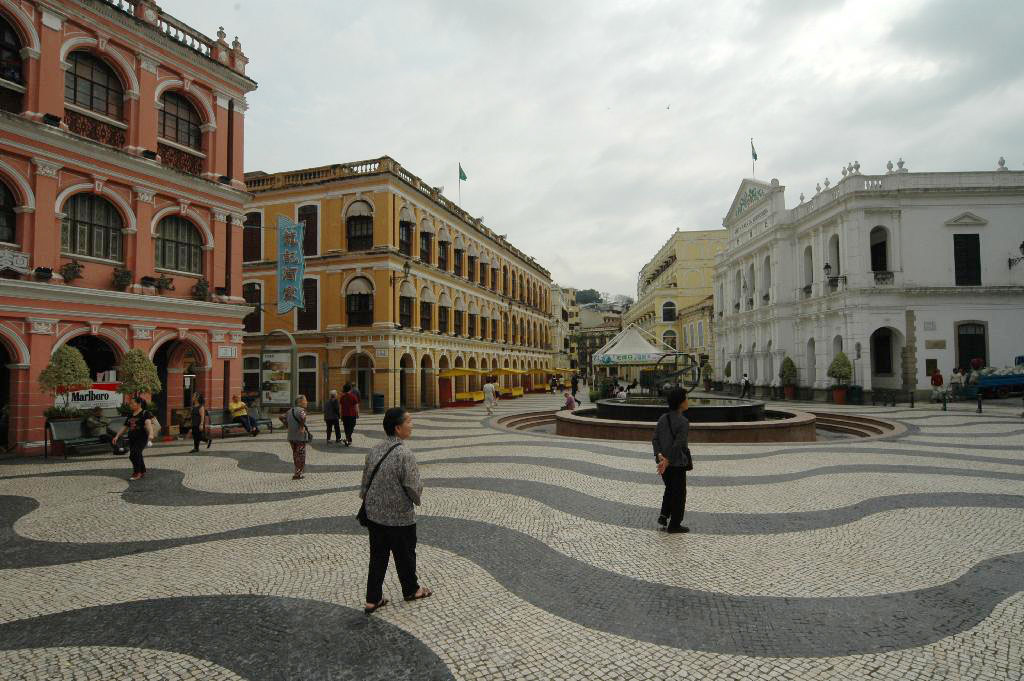
Watergolven in Macau

Portugees straatmozaïek (Portugees: Calçada Portuguesa) is een kunstvorm waarbij figuren en patronen in de straatbetegeling worden verwerkt.Een veel gebruikt patroon zijn watergolven.
Het gaat dan altijd om voetgangersgebieden. Er wordt gebruikgemaakt van zwarte en witte veelhoeken, gehakt uit een goed splijtbare, zachte natuursteen.  
Deze traditie wordt niet alleen toegepast in Portugal maar ook in de voormalige koloniën Brazilië en Macau.
Het verhaal gaat dat de nu voor deze mozaïeken gebruikte kleine, behakte steentjes oorspronkelijk vervaardigd werden door gestraften in het fort van Lissabon, gelijk er in Nederland spin- en rasphuizen bestonden. 
Aangezien het aanleggen van deze mozaïeken erg arbeidsintensief is, en dus erg duur, werd deze kunstvorm steeds minder toegepast. Door bezuinigingen en gebrek aan vakmanschap liet vervolgens ook het onderhoud steeds meer te wensen over, zodat dit met name voor gehandicapten een hindernis ging vormen.
De laatste jaren krijgen echter daarvoor geselecteerde werklozen onder leiding van twee leermeesters in groepen van tien de gelegenheid het vak te leren op het terrein van de bestratingswerf van Lissabon. Dat heeft al tot veel herstel geleid.
Een deskundig gelegd mozaïek is vrijwel volkomen vlak en goed beloopbaar.